# Денієл оф Сент-Томас Дженіфер
Денієл оф Сент Томас Дженіфер (1723–1790; англ. Daniel of St. Thomas Jenifer) — американський політик, один із батьків-засновників США.
Народився у Меріленді. Про його молоді роки відомо небагато. Зрілого віку був володарем великого маєтку поблизу Аннаполіса. Підтримував війну за незалежність, обирався до Континентального конгресу і конгресу Меріленду. Обстоював сильний федеральний уряд. Хоча на Філадельфійському конвенті промовляв нечасто, назагал підтримував позиції Джеймса Медісона. Помер вже через три роки після конвенту. На його честь названо вулицю Jenifer Street у Медісон, штат Вісконсин.